# Bedford Heights
Bedford Heights és una població dels Estats Units a l'estat d'Ohio. Segons el cens del 2000 tenia 11.375 habitants.

## Demografia
Segons el cens del 2000, Bedford Heights tenia 11.375 habitants, 5.119 habitatges, i 3.004 famílies. La densitat de població era de 967,4 habitants/km².
Dels 5.119 habitatges en un 24,8% hi vivien nens de menys de 18 anys, en un 36,5% hi vivien parelles casades, en un 18,3% dones solteres, i en un 41,3% no eren unitats familiars. En el 36% dels habitatges hi vivien persones soles el 9,8% de les quals corresponia a persones de 65 anys o més que vivien soles. El nombre mitjà de persones vivint en cada habitatge era de 2,21 i el nombre mitjà de persones que vivien en cada família era de 2,87.
Per edats la població es repartia de la següent manera: un 21,9% tenia menys de 18 anys, un 8,6% entre 18 i 24, un 29,8% entre 25 i 44, un 26,5% de 45 a 60 i un 13,2% 65 anys o més.
L'edat mediana era de 39 anys. Per cada 100 dones de 18 o més anys hi havia 83,7 homes.
La renda mediana per habitatge era de 37.861 $ i la renda mediana per família de 47.328 $. Els homes tenien una renda mediana de 33.599 $ mentre que les dones 29.167 $. La renda per capita de la població era de 21.791 $. Aproximadament el 6,8% de les famílies i el 7,6% de la població estaven per davall del llindar de pobresa.

## Poblacions més properes
El següent diagrama mostra les poblacions més properes.